# GK Elite Sportswear
A GK Elite Sportswear é uma empresa de artigos esportivos voltada para a ginástica, incluídas as cheerleading, chamadas no Brasil de "animadoras de torcida", e artigos para dança. A GK é também fornecedora de material da Adidas, desde 2000. Localizada em Reading, Pensilvânia, foi fundada em 1981. Tem nos ginastas Shawn Johnson, Nastia Liukin e Jonathan Horton, seus "garotos-propaganda",